# Nortorf (Wilstermarsch)
 Ikke at forveksle med Nortorf.
Nortorf er en by og en kommune i det nordlige Tyskland, beliggende i Amt Wilstermarsch i den sydvestlige del af Kreis Steinburg. Kreis Steinburg ligger i den sydvestlige del af delstaten Slesvig-Holsten.

## Geografi
Nortorf ligger vest for byen Wilster.
Bundesstraße B5 går gennem kommunen ligesom jernbanelinjen Itzehoe – Wilster – Brunsbüttel Süd (fragter kun gods).
Vandløbene Wilster Au og Vierstieg-Hufner-Wettern løber gennem kommunens område.